# Frenz United FC (Malasia)
Frenz United Football Club (FUFC), también conocido como Frenz United Malasia,  es un club de fútbol juvenil profesional ubicado en Janda Baik, Pahang, Malasia.

## Historia
Frenz United Football Club (FUFC) está en el centro de la revolución futbolística que se está produciendo actualmente en Malasia y en toda la región. Como el primer Club de Fútbol Profesional del país con una Academia para futbolistas profesionales; FUFC todavía promueve e implementa la excelencia en el cambio de juego en el fútbol que permite a toda una generación de personas capacitadas y disciplinadas.
Además, FUFC también está motivado en crear líderes en el fútbol y programas centrados en la comunidad que reconozcan la importancia del fútbol para mejorar la calidad de vida de las personas. FUFC está desarrollando la capacidad humana en todos los niveles con varios programas rigurosos de desarrollo, cursos de capacitación y módulos de aprendizaje práctico.
Desde su fundación en 2012, FUFC siempre se ha comprometido a fortalecer la cultura del fútbol en Malasia, para garantizar que varias partes interesadas entiendan el potencial que ofrece el fútbol como un medio para lograr sus propios objetivos. Gracias a entrenadores de equipos especiales, maestros, científicos del deporte, investigadores, técnicos, personal administrativo y de apoyo, este club aún está desarrollando, investigando y ofreciendo diversas soluciones y planes de estudio para las necesidades del fútbol de hoy y de mañana.
Para lograr la excelencia en el fútbol para las comunidades a las que sirve, FUFC reconoce que es un problema generacional. FUFC también se da cuenta de que luchar por la victoria es difícil y se enorgullece de ganar, pero lo que es más importante, el club valora la victoria que se deriva de los principios de integridad, trabajo duro y competitividad internacional.

## Los torneos
Cada año, FUFC organizará 1 torneo a nivel nacional y 2 torneos internacionales, a saber: El Trofeo de Campeones Asiáticos (ACT) y la Copa Internacional Frenz FIC. 
La ACT es una liga regional que se lleva a cabo en 12 países de Asia durante 14 semanas. Mientras que la FIC representa el futuro del fútbol donde se compone de muchos clubes de fútbol base de todo el mundo.

## Redes Sociales
- Instagram Oficial
- FC Frenz United
- Frenz United Fan Page
- Twitter Oficial
- Facebook

- Datos: Q22083332